# Dignitas (e-sport)
Dignitas (voorheen Team Dignitas) is een internationale e-sportclub met het hoofdkantoor in Londen.

## Geschiedenis
Team Dignitas werd opgericht in 2003 door Michael O'Dell.
Tot de grootste prestaties van Team Dignitas behoren de eerste plaats van de Nederlandse TrackMania-speler Freek Molema op de Electronic Sports World Cup 2007, het winnen van het Quake Wars-toernooi tijdens Quakecon 2007, de eerste plaats van de Britse Command & Conquer 3-speler Shaun Clark tijdens de World Cyber Games 2007, en de overwinning van het World in Conflict-team tijdens Cyberathlete Professional League 2007.
In september 2016 werd het team overgenomen door de Amerikaanse basketbalclub Philadelphia 76ers.
De club werd in oktober 2018 hernoemd naar "Dignitas", en liet de benaming "Team" achterwege. Ook het logo werd vernieuwd.

## Divisies
- Counter-Strike: Global Offensive (damesteam)
- Heroes of the Storm
- PlayerUnknown's Battlegrounds
- Rocket League
- Super Smash Bros. Melee
- Smite